# کولوسئوم سیزرز پالاس
کولوسئوم سیزرز پالاس (انگلیسی: The Colosseum at Caesars Palace) یک سالن نمایش در پارادایس، نوادا، ایالات متحده آمریکا است.
این سالن که متعلق به سیزرز پالاس می‌باشد در سال ۲۰۰۳ تأسیس شده و دارای ۴٬۲۹۸ نفر ظرفیت است.

## نگارخانه

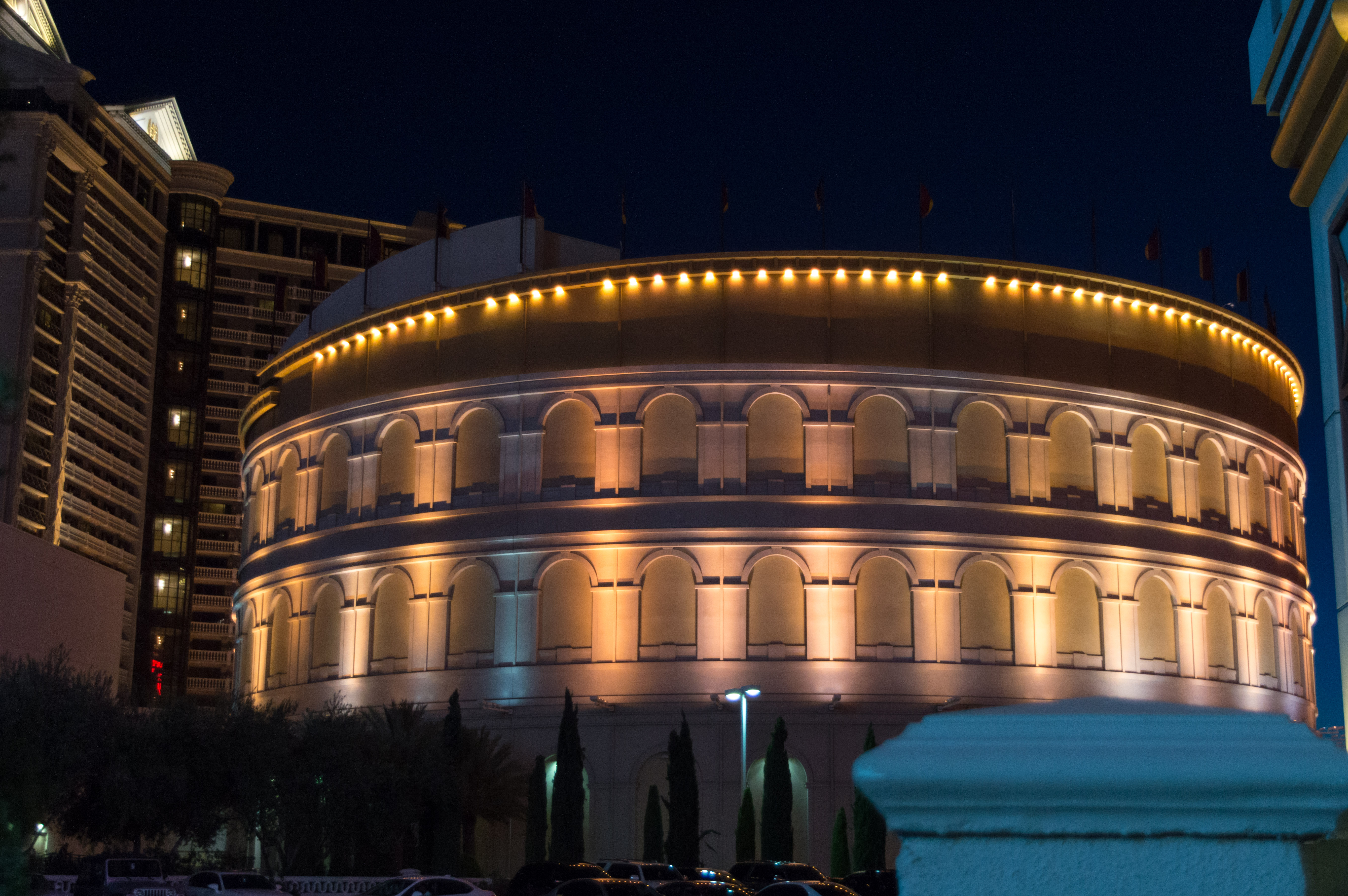
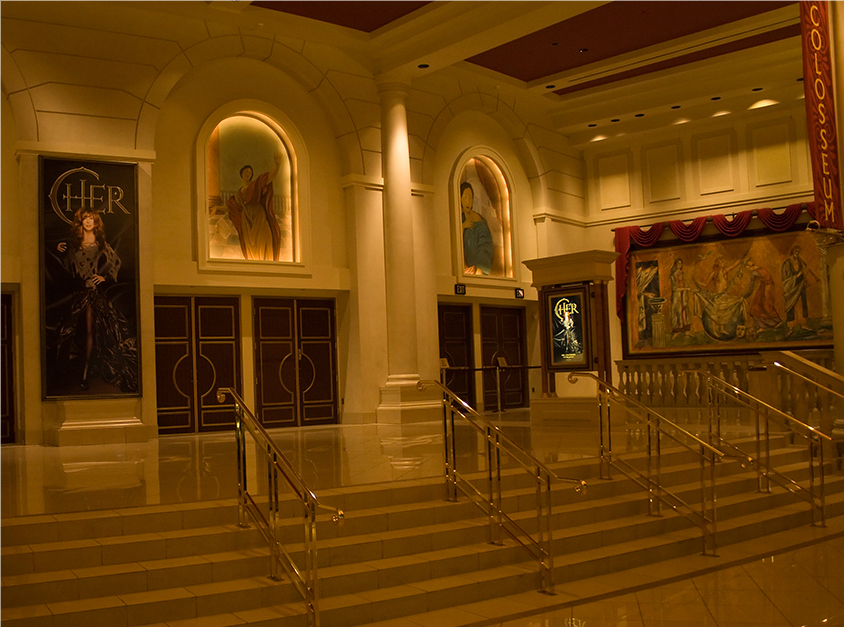